# KaiOS
KaiOS ist ein auf Firefox OS basierendes Betriebssystem für Feature-Phones, das von Kai OS Technologies (Hong Kong) Limited entwickelt wird.

## Funktionen
Hauptmerkmale von KaiOS sind die Unterstützung von 4G, NFC, GPS und WLAN mit HTML5-basierten Anwendungen und eine längere Akkulaufzeit auf Nicht-Touch-Geräten mit einer optimierten Benutzeroberfläche, weniger Speicher- und Energieverbrauch. Außerdem besteht technisch die Möglichkeit von Over-the-Air-Updates, die aber nicht von allen Anbietern genutzt wird. Ein eigener App Store namens KaiStore ermöglicht den Download von Anwendungen wie z. B. den bevorzugten Browser. Einige Dienste sind als HTML5-Anwendungen vorinstalliert, darunter Twitter, Facebook und YouTube, andere lassen sich nachträglich installieren. Java-Applikationen sind nicht nutzbar. Bei der Nutzung von WLAN-Tethering bestehen Einschränkungen: VoIP auf SIP-Basis ist mit einem per WLAN-Verbundenen Gerät nicht möglich, wenn der VoIP-Anbieter SIP-ALG nicht nutzt; auch ist die Nutzung bestimmter Cloud-Programme (wie z. B. pCloud) am PC nicht möglich. KaiOS ist für heutige Standards vergleichsweise ressourcenschonend und kann auf Geräten mit nur 256 MB Arbeitsspeicher betrieben werden. Die Software kann dabei von den jeweiligen Geräteherstellern angepasst werden.

## Geräte mit KaiOS
Folgende Geräte werden mit KaiOS ausgeliefert:
- Alcatel 3088X
- Alcatel OneTouch Go Flip 2 (in Nordamerika)
- Altan K26 (in Mexiko)
- Cat B35 (in Europa)
- Doro 7050/7060 (in Europa und den USA)
- Energizer Energy E241s (Avenir Telecom)[11]
- Gigaset GL7[12]
- Hammer 5 LTE Smart
- JioPhone, JioPhone 2 (in Indien)
- MaxCom 241/281 (in Europa)[13]
- Nokia 8110 4G (weltweit)
- Nokia 2720 Flip (weltweit)
- Nokia 800 Tough (weltweit) mit KaiOS 2.5.2.2
- Nokia 6300 4G (weltweit)
- WizPhone WP006 (in Indonesien)

Laut Website von KaiOS gibt es 73 Geräte dafür (Stand April 2024)

Feature-Phones mit Messenger im c’t-Test, bisher jedoch nur mit WhatsApp ohne Videotelefonie, keine Chat-Sicherungen:

- Gigaset GL7       mit KaiOS 2.5.3.2, für LTE 2 NanoSIM, SAR-Wert 0,16 W/kg, USB-C
- Nokia 800 Tough   mit KaiOS 2.5.2.2, für LTE 1 NanoSIM, SAR-Wert 1,46 W/kg, Micro-USB
- Nokia 2720 Flip   mit KaiOS 2.5.2, für LTE 2 NanoSIM, SAR-Wert 1,03 W/kg, Micro-USB
- Nokia 6300 4G     mit KaiOS 2.5.4, für LTE 2 NanoSIM, SAR-Wert 1,09 W/kg, Micro-USB